# Göscheneralp
Göscheneralp va ser un assentament alpí del municipi Göschenen, al cantó d'Uri (Suïssa). El llogaret conegut com a Gwüest també pertanyia a l'assentament. Göscheneralp estava situat a uns nou quilòmetres a l'oest del poble de Göschenen. Després de la construcció d'una presa, el poblet va ser inundat i els habitants es van traslladar a Gwüest.
El llogaret es trobava a una altitud de 1715 m sobre el nivell del mar, sent així un dels assentaments permanents més alts de Suïssa, fet que li conferia una posició especial pel que fa a la història dels poblats de la regió alpina. La seva importància geogràfica era donada pel fet de ser a la rodalia del pas del Gotthard, que tenia una importància cabdal el la indústria dels pinsos.